# ネオンサイン

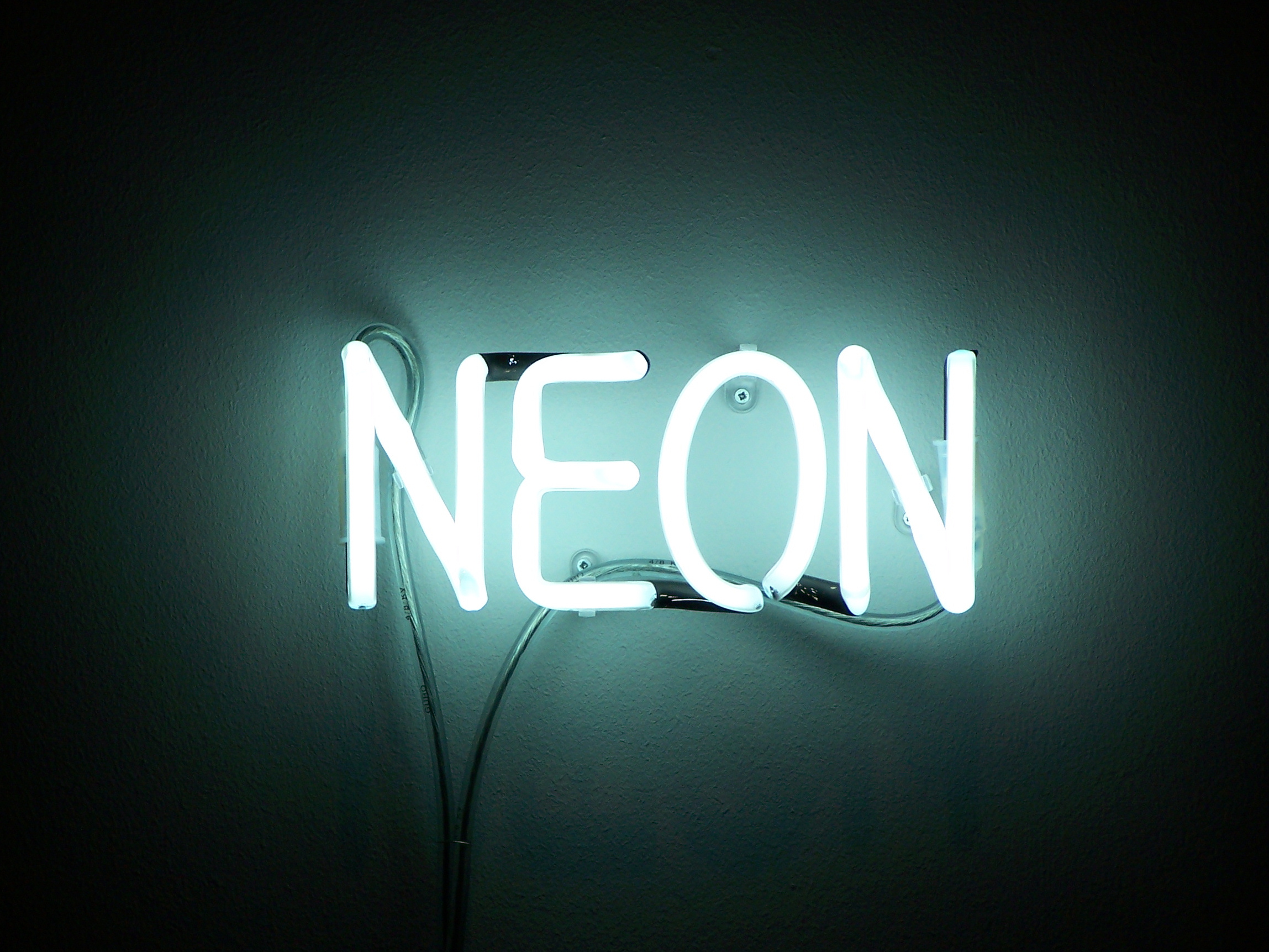
ネオンサイン

ネオンサイン（neon sign）とはネオン管などを使用した看板や広告などであり、単にネオンともいう。
主に、都市部の人通りや交通量の多い大規模駅周辺や幹線道路沿いのビルの屋上や外壁に設置される。

## 歴史
ネオン電球はフランスの化学者ジョルジュ・クロードが、空気を液化する産業用システムを構築した際に、廃棄物として生成されるネオンの用途を模索する中で発明された。クロードは、ネオンの他にもアルゴンやクリプトンなどの希ガスに電気を通すと白熱電球よりも5倍以上明るく、様々な色に発光することを発見し、特許を取得して1915年に電飾のフランチャイズ企業「クロードネオン社」を設立した）。
1912年にパリ万国博覧会で公開されたのが最初（ただの理容店だったとの説あり）とされる。
クロードはネオン電球の効果を公開するため、ディスプレイ装置をグラン・パレの前に設置し、多くの需要を得てヨーロッパやアメリカにビジネスを展開した。
1920年代のアメリカのユタ州で看板業を営んでいたトマス・ヤングは、希ガスを封入したガラス管で文字を書くことを思いつき、クロードネオン社の許諾を得てネオン管のベンチャー企業ヤング・エレクトリック・サイン・カンパニー(YESCO)を設立した。YESCOは、当時は無名な田舎町に過ぎなかったラスベガスの大半のネオンサインをデザインし、世界中の都市景観に影響を与えた。
日本国内での最初の設置は谷沢カバン店（東京都中央区銀座/現タニザワビル“銀座タニザワ”本店・1918年?）、白木屋大阪支店（大阪市中央区備後町/現第二野村ビルディング・1925年?）、日比谷公園（東京都千代田区・1926年?）と諸説ある。
21世紀になると、ネオン同様の多色と自由設計が可能で扱いやすいLEDが登場したことで置き換えられていったが、文化的価値を評価する声も多く、ラスベガスにはネオン博物館が開業している。

## 概要
ネオンサインに用いられる灯体は、直径8 - 15mm、長さ1.5mくらいのガラス管で、広告主の注文に応じてほぼ手作業による職人技で、いろいろな形状に曲げられ作られる。
ネオンサインに用いられる管は、ガスそのものの色を出すための透明なものと、様々な色を出すための無機蛍光体を内面に塗布した蛍光管がある。
一般には、ネオン管を用いたものだけでなく様々な色の灯体が「ネオンサイン」と総称されているが、実際にはネオンガスのみで出せる色は限られているため、アルゴンガスなどが併用されている。アルゴン管ではアルゴンガスの他に若干の水銀も加えられている。
ネオンガスの透明管では赤く発光し、ネオンガスの蛍光管ではピンク、オレンジを出すことができる。アルゴンガスの場合、透明管では青を、蛍光管では青、緑、紫、白などを出すことができる。
両端の電極に加えられる6000 - 15000Vの高電圧により発光する。
蛍光灯のような点灯開始時のちらつきがない特性を利用し、文字や模様の点滅で演出がなされることもある。

## 用途
ネオンサインを使った看板や広告は企業の業種に限らず広く見られるが、とりわけ夜の歓楽街やパチンコ店で使われることが多い。
特に、歓楽街の代名詞として、ネオン街という言葉が存在する。
また、屋外の看板や広告以外では、小型のものが室内のインテリアとして使われる。

## ネオンサインのイメージ

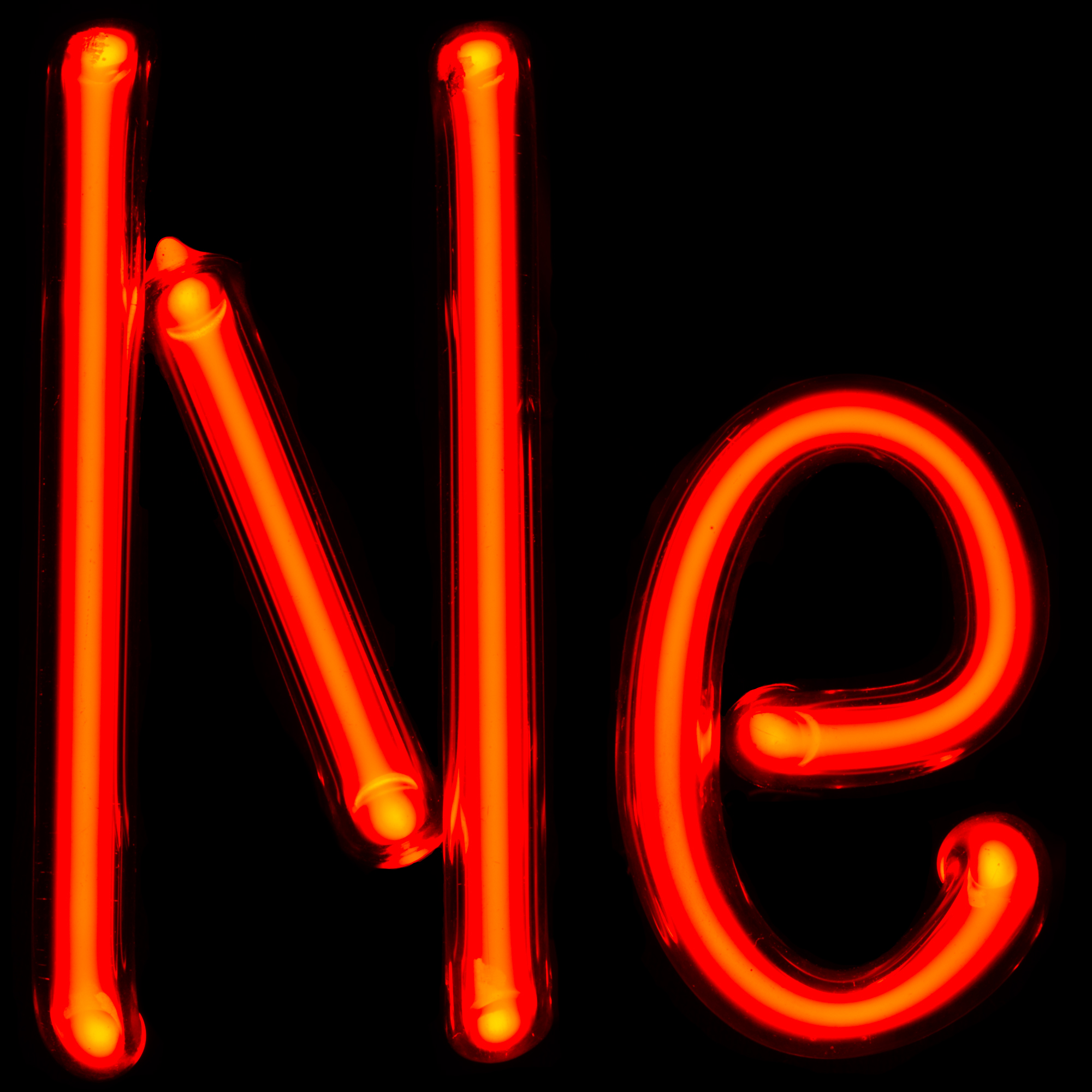
ネオンガス。希ガスのうち最もよく使用されるものである
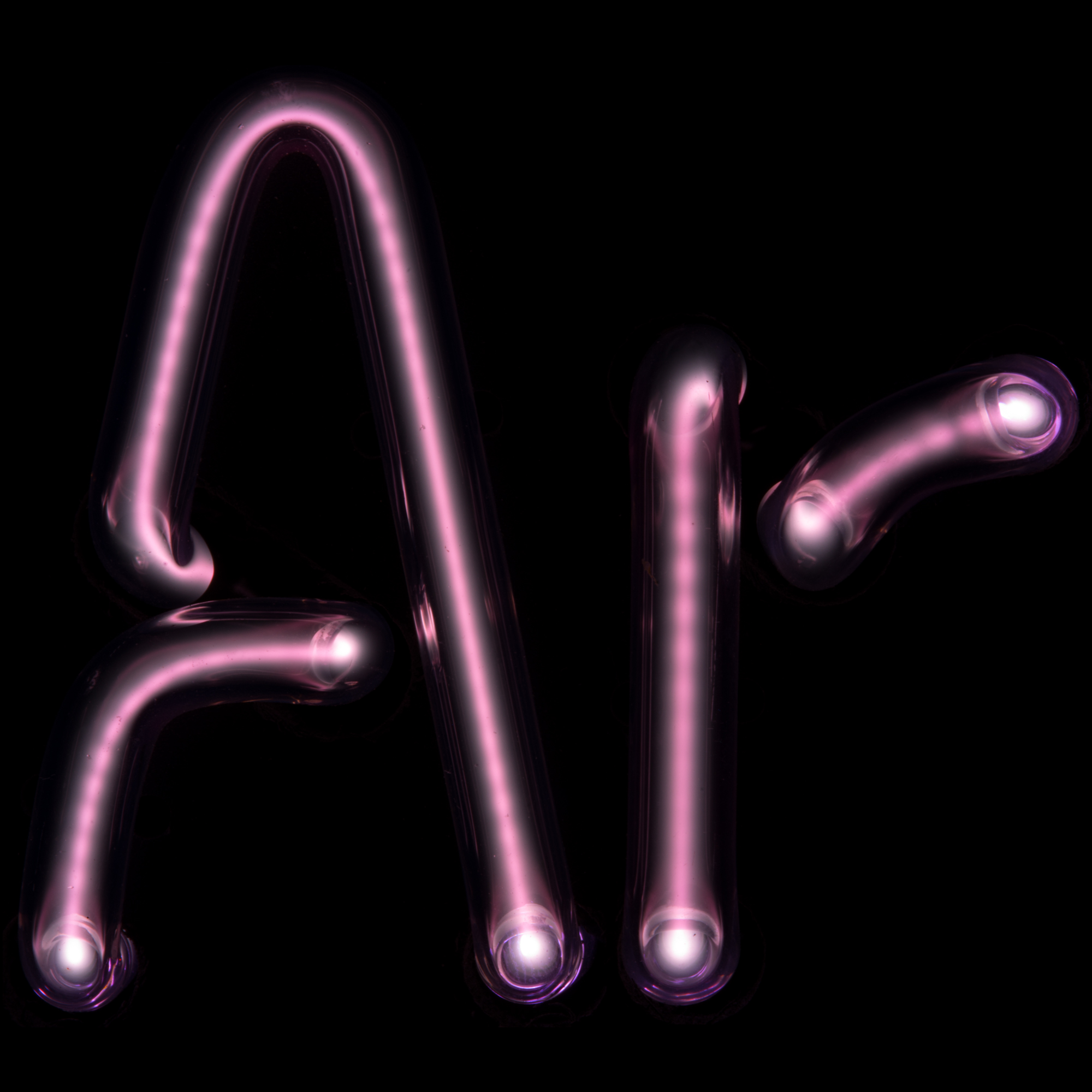
アルゴン（と水銀）。ネオンの次によく使用される
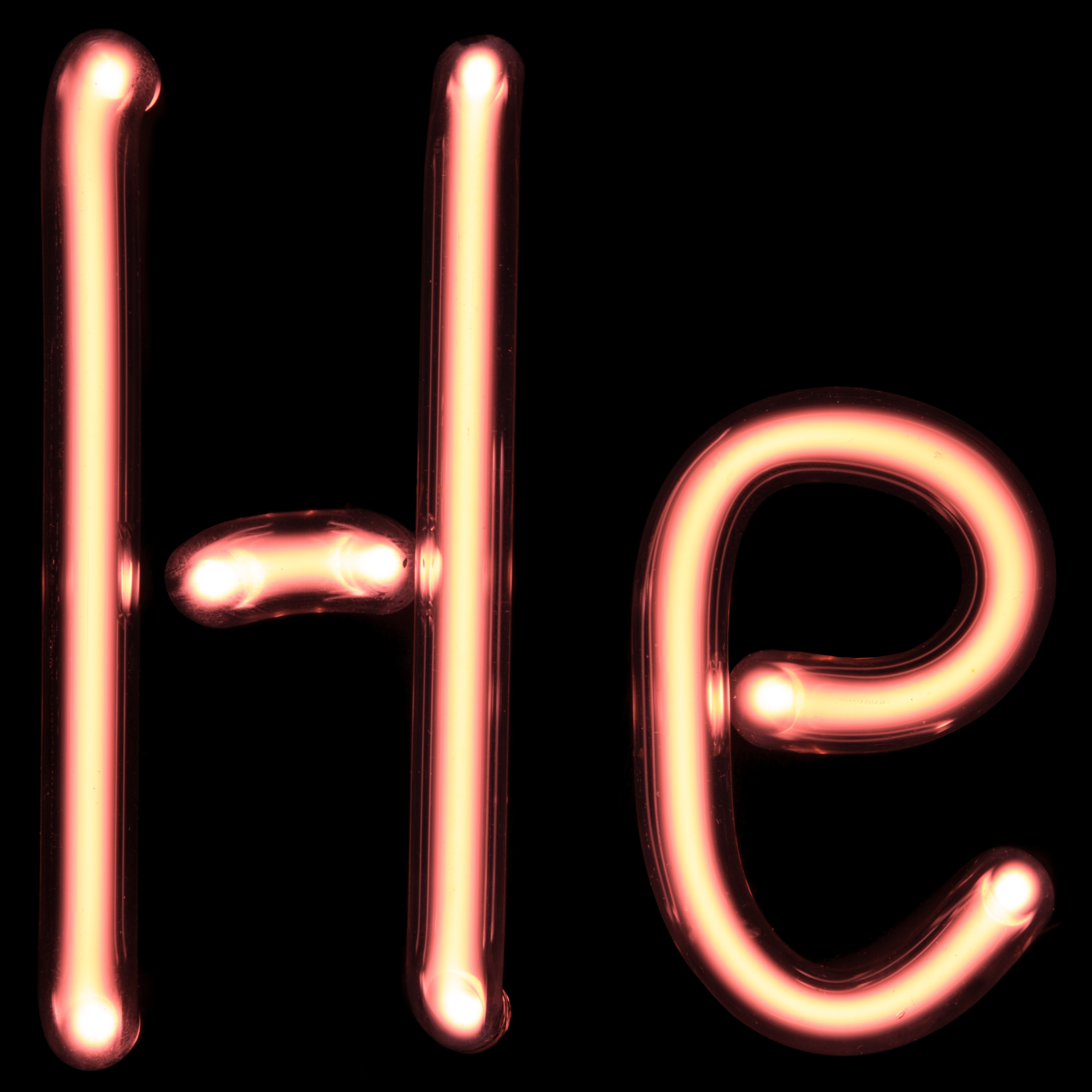
ヘリウム
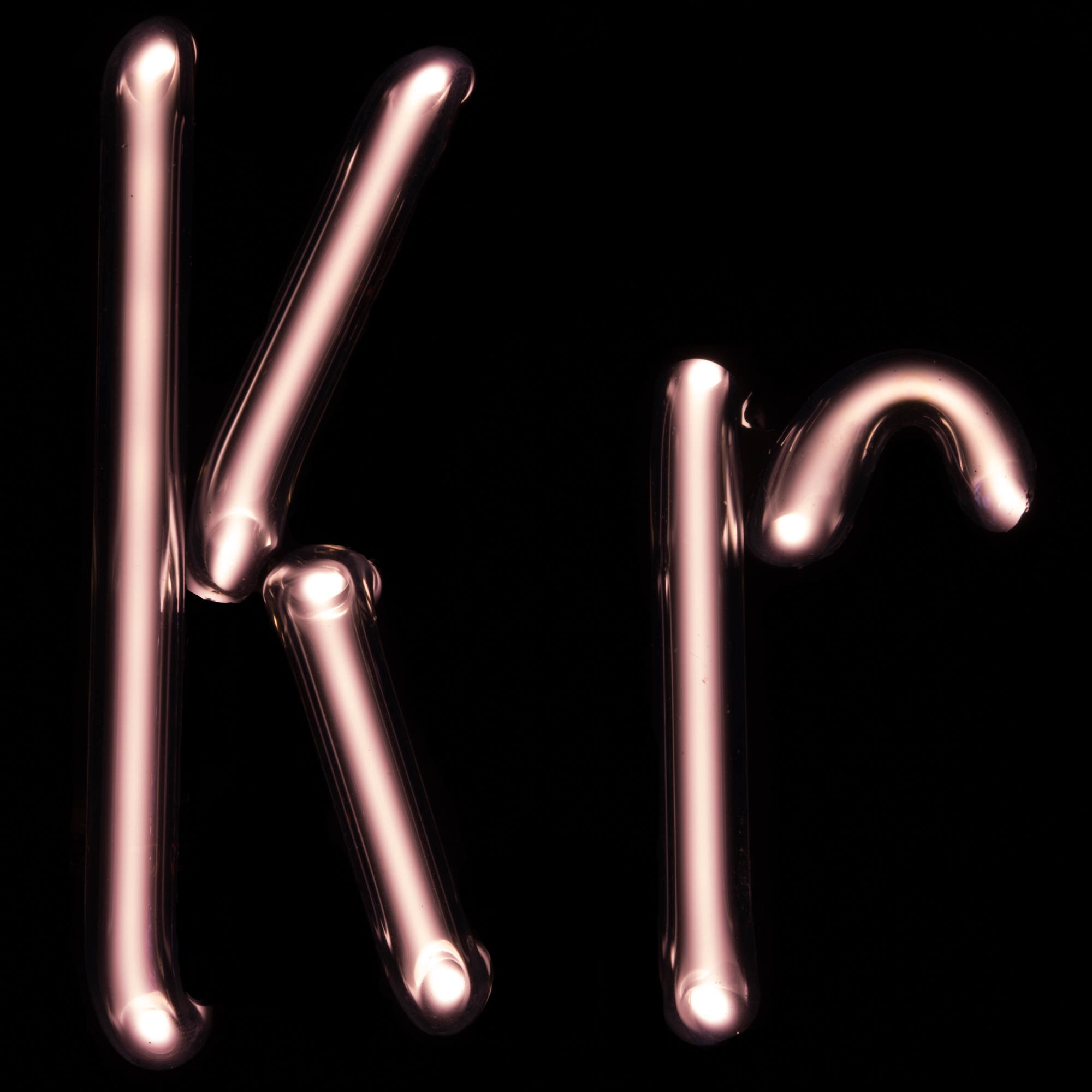
クリプトン
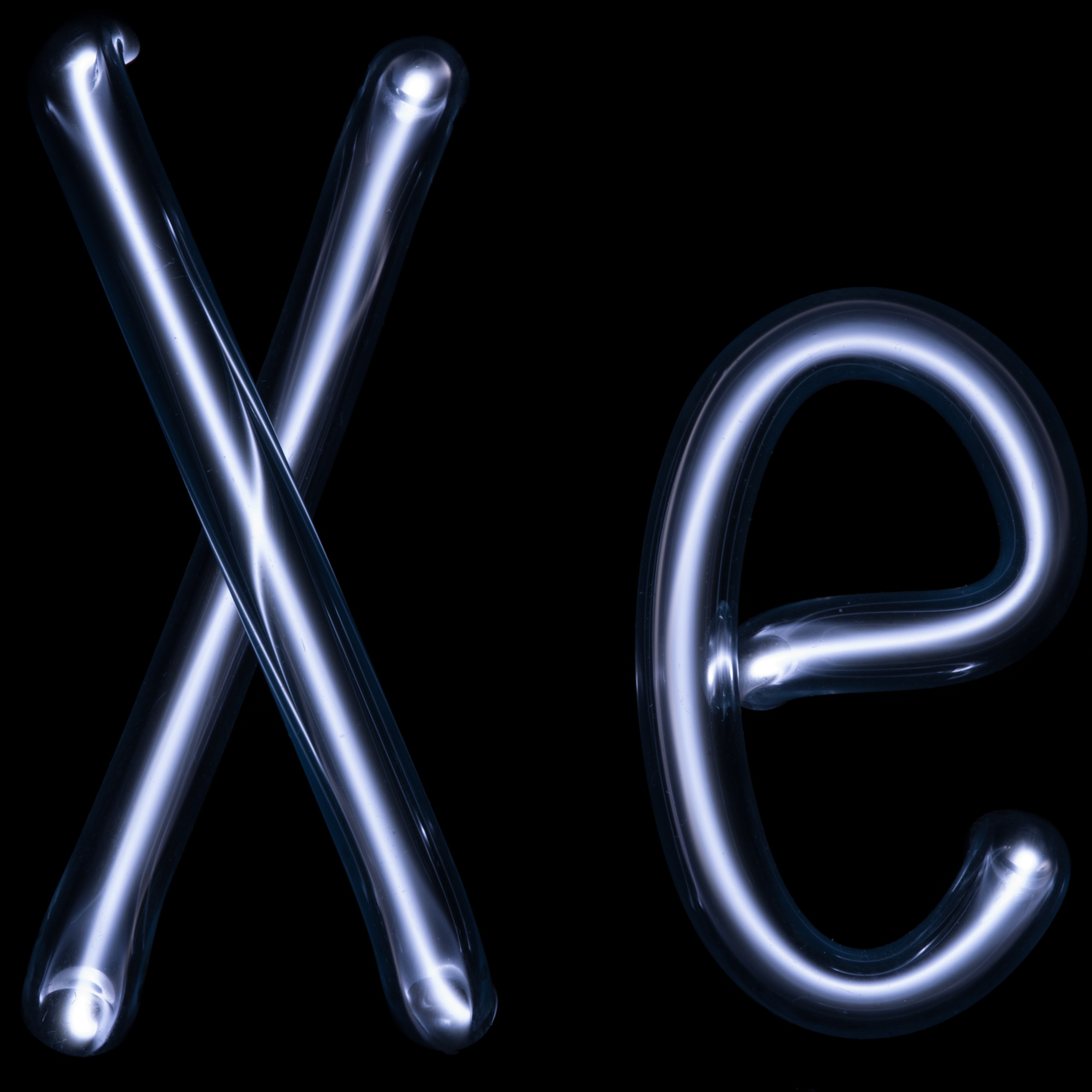
キセノン
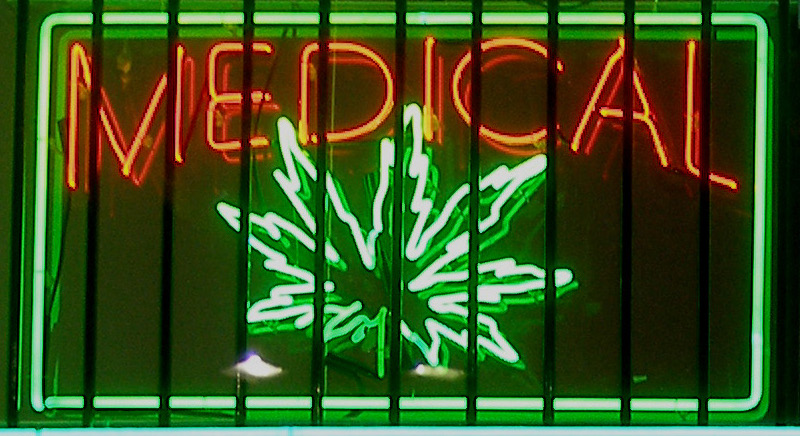
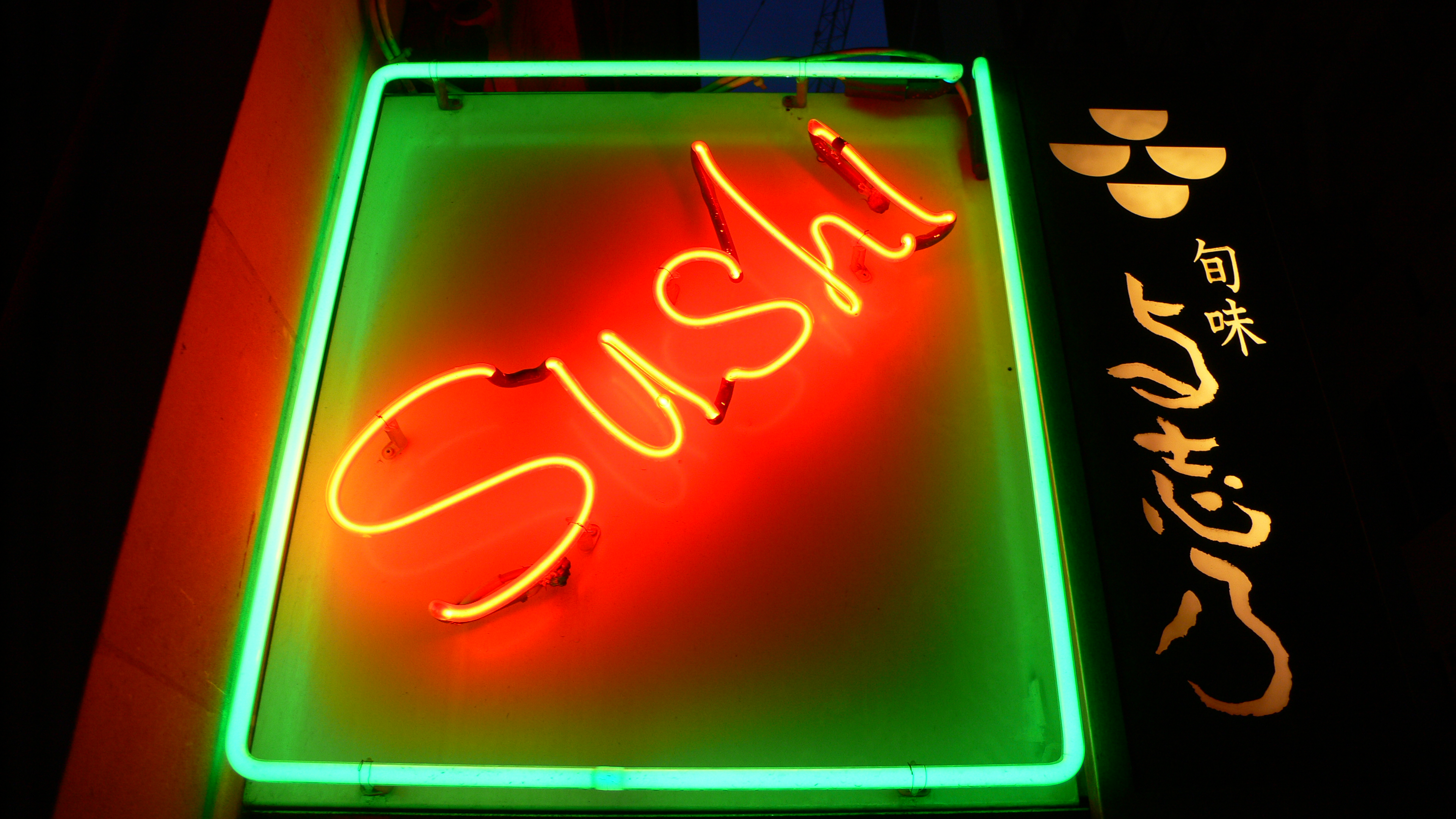
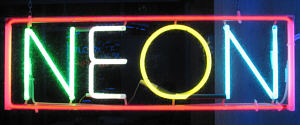
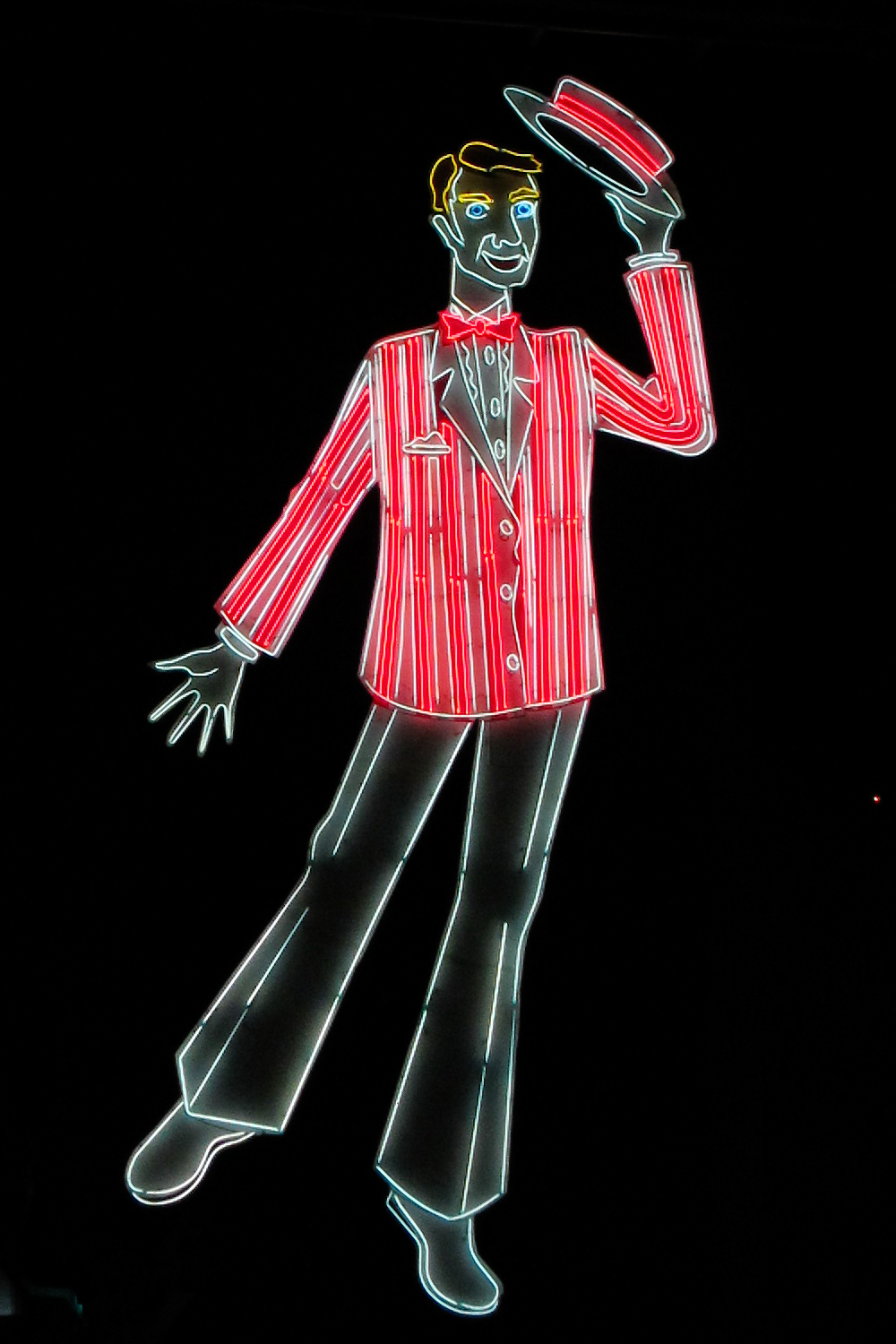
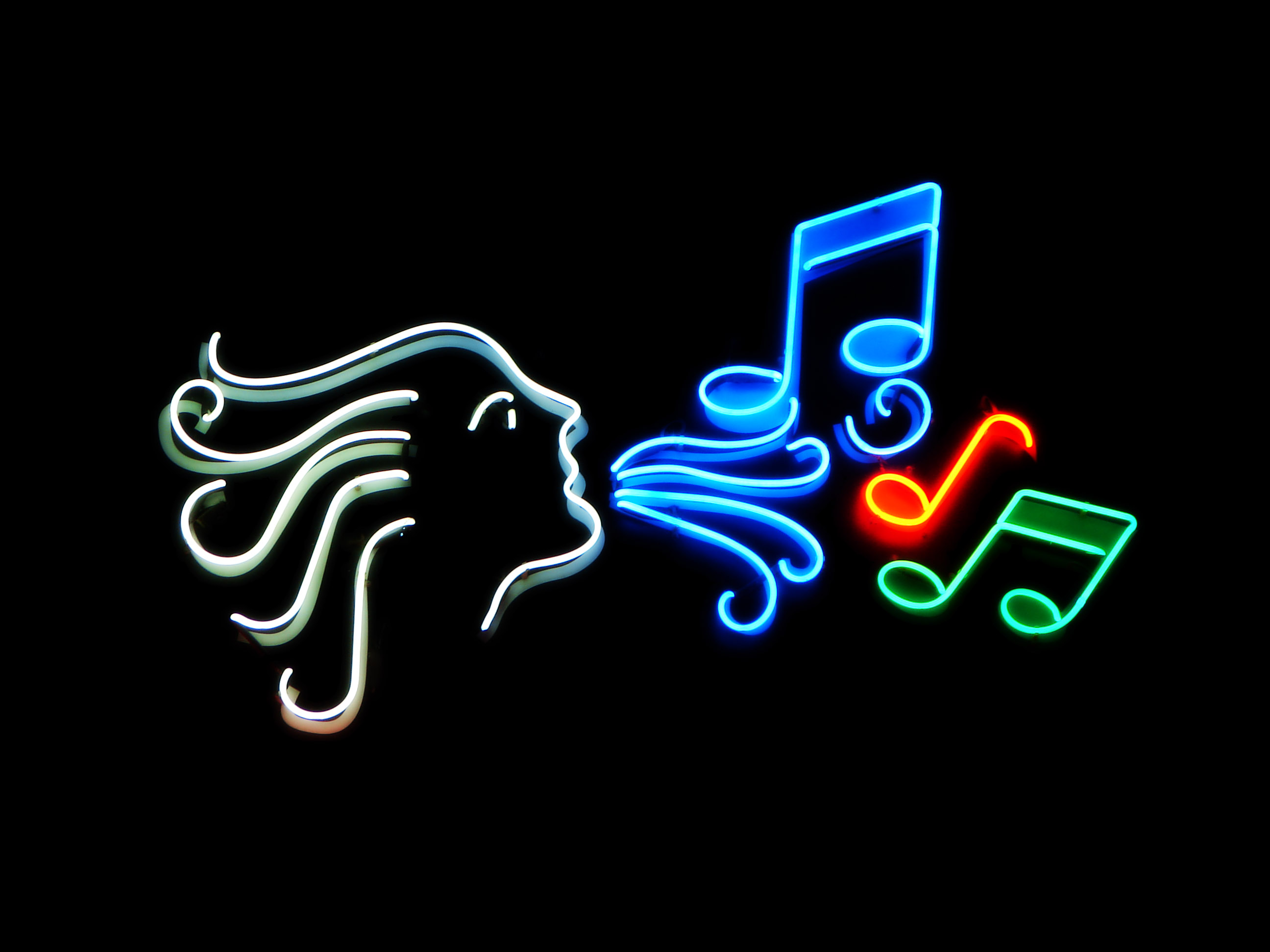
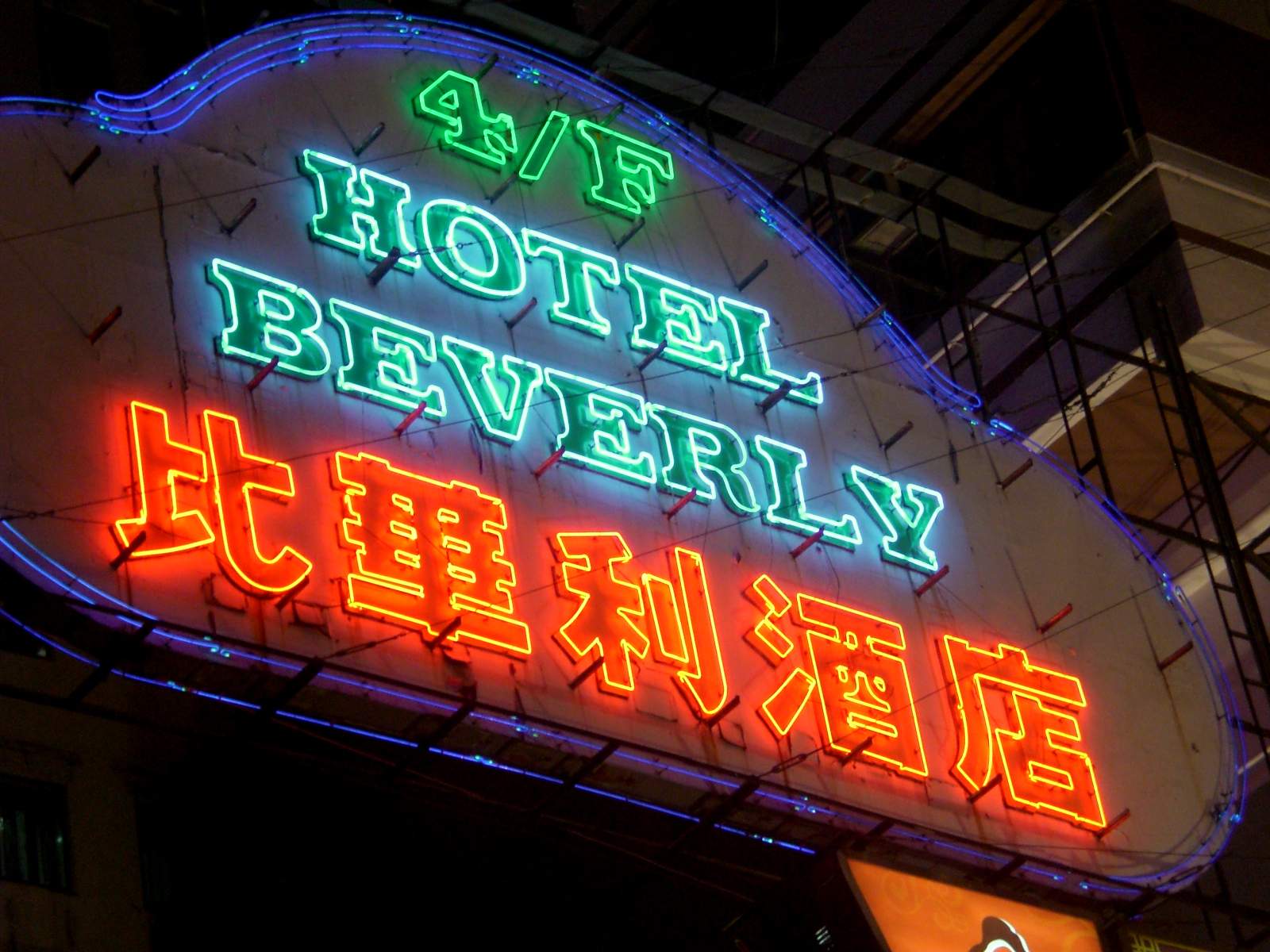

## ネオンサインが多い・多かった都市や地区
| 都市 - ロンドン （イギリス） - 香港 （中国） - 上海市（中国） - 東京 （日本） - 大阪市（日本） - 福岡市（日本） | 地区 - タイムズスクエア （アメリカ合衆国 ニューヨーク） - ブロードウェイ （アメリカ合衆国 ニューヨーク） - すすきの （日本 札幌市） - 歌舞伎町（日本 新宿区） - 道頓堀（日本 大阪市） - 中洲 （日本 福岡市） |

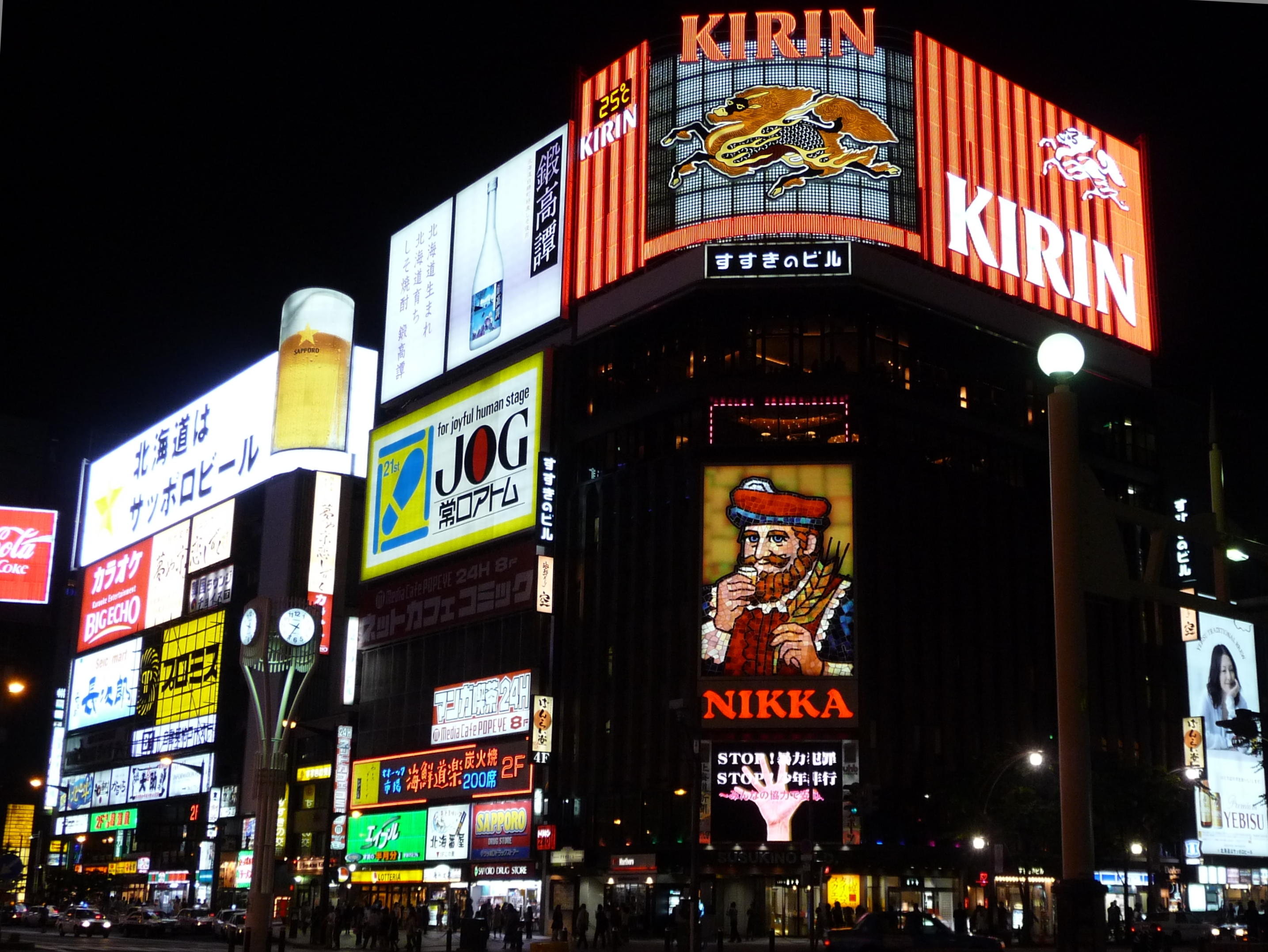
札幌すすきの
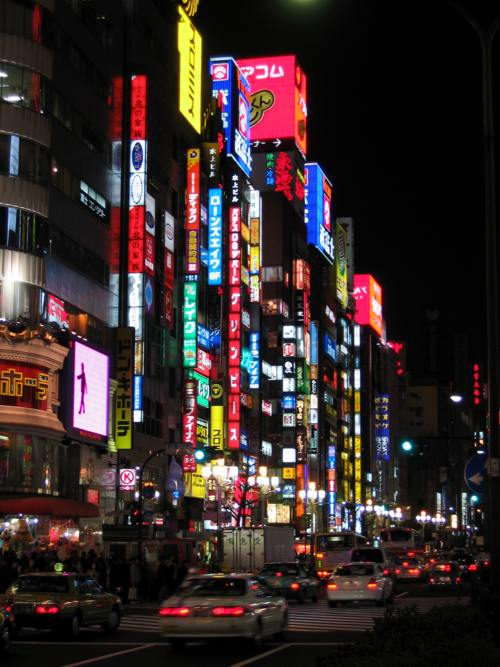
新宿靖国通り
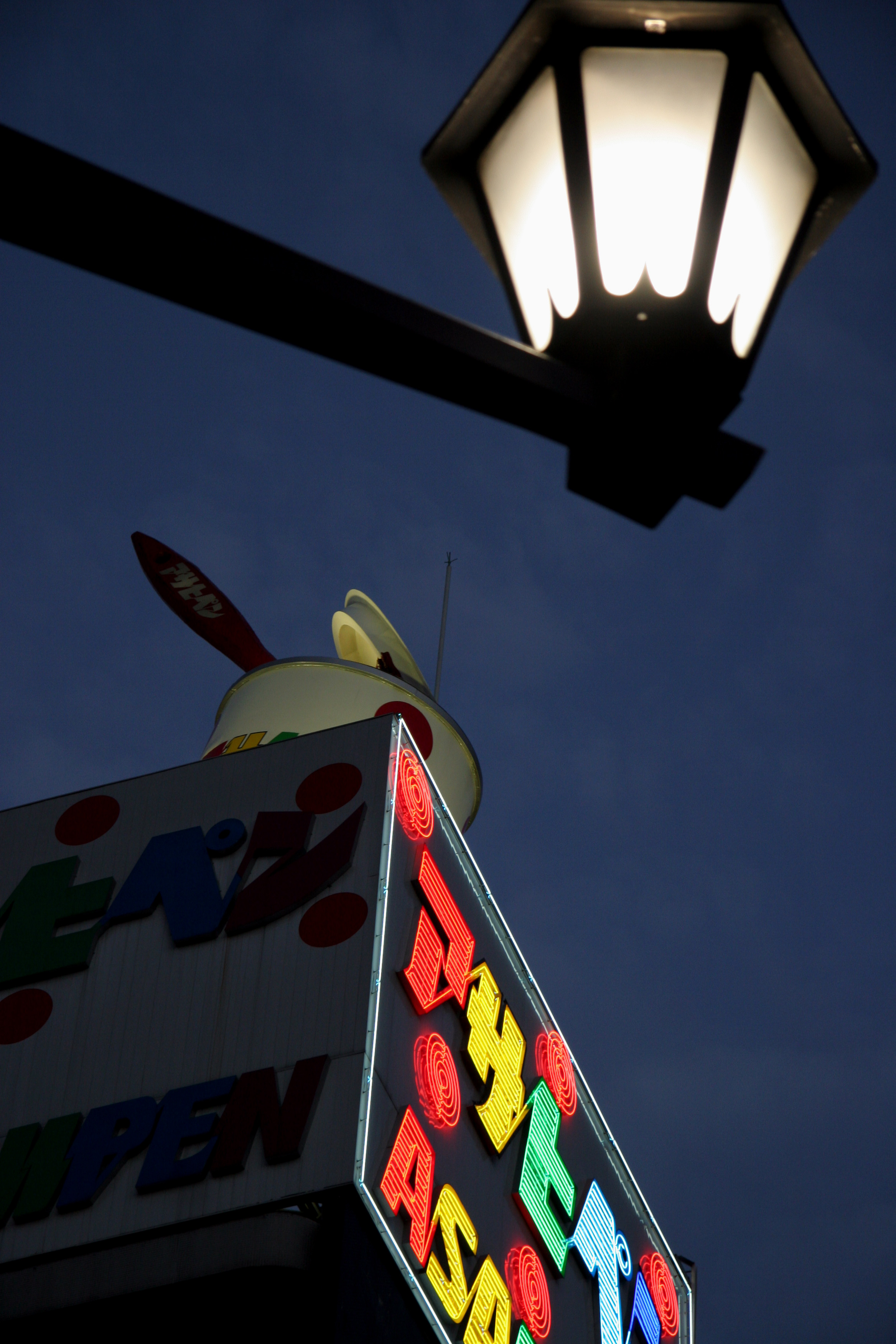
銀座中央通り
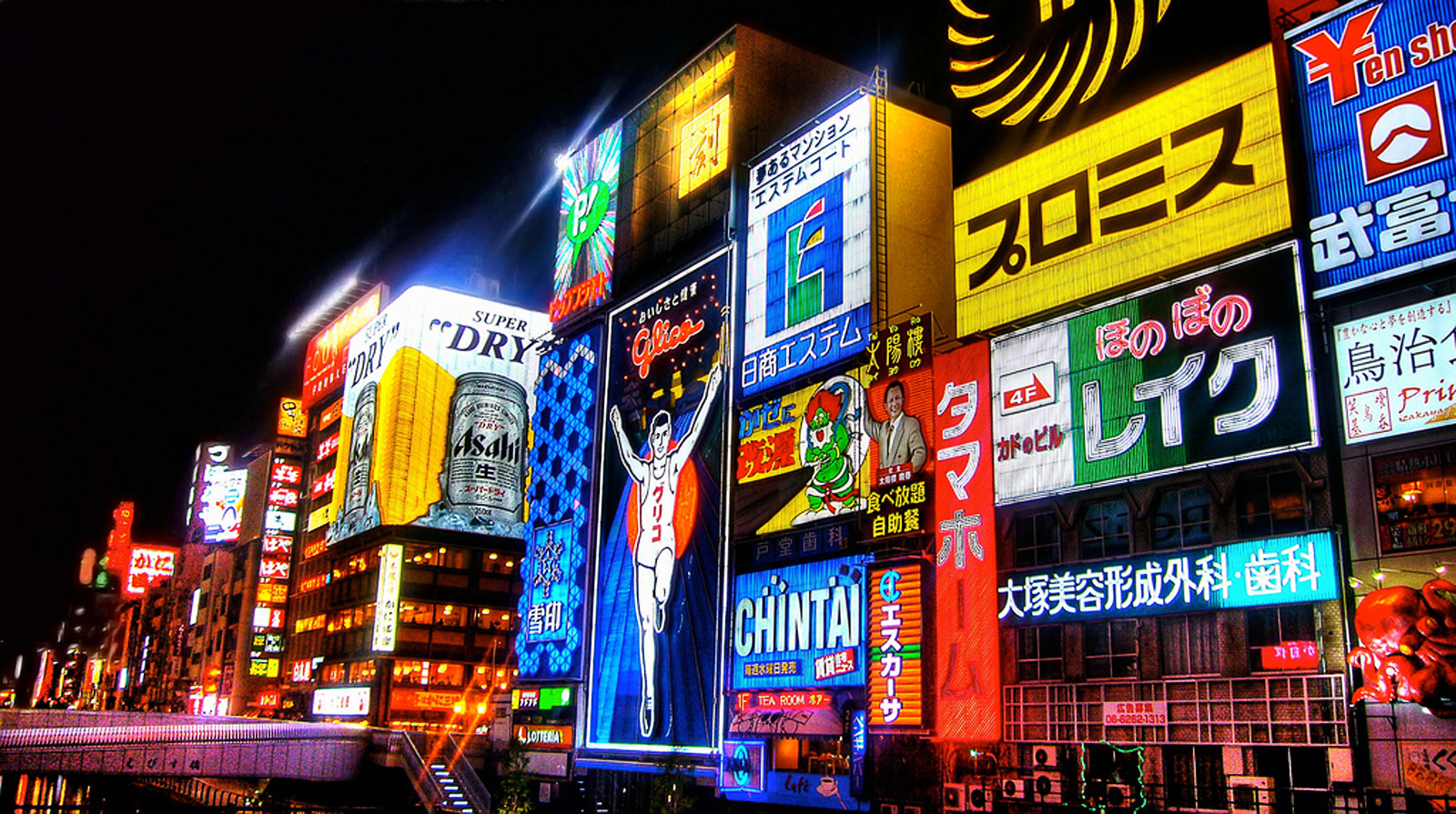
道頓堀川戎橋
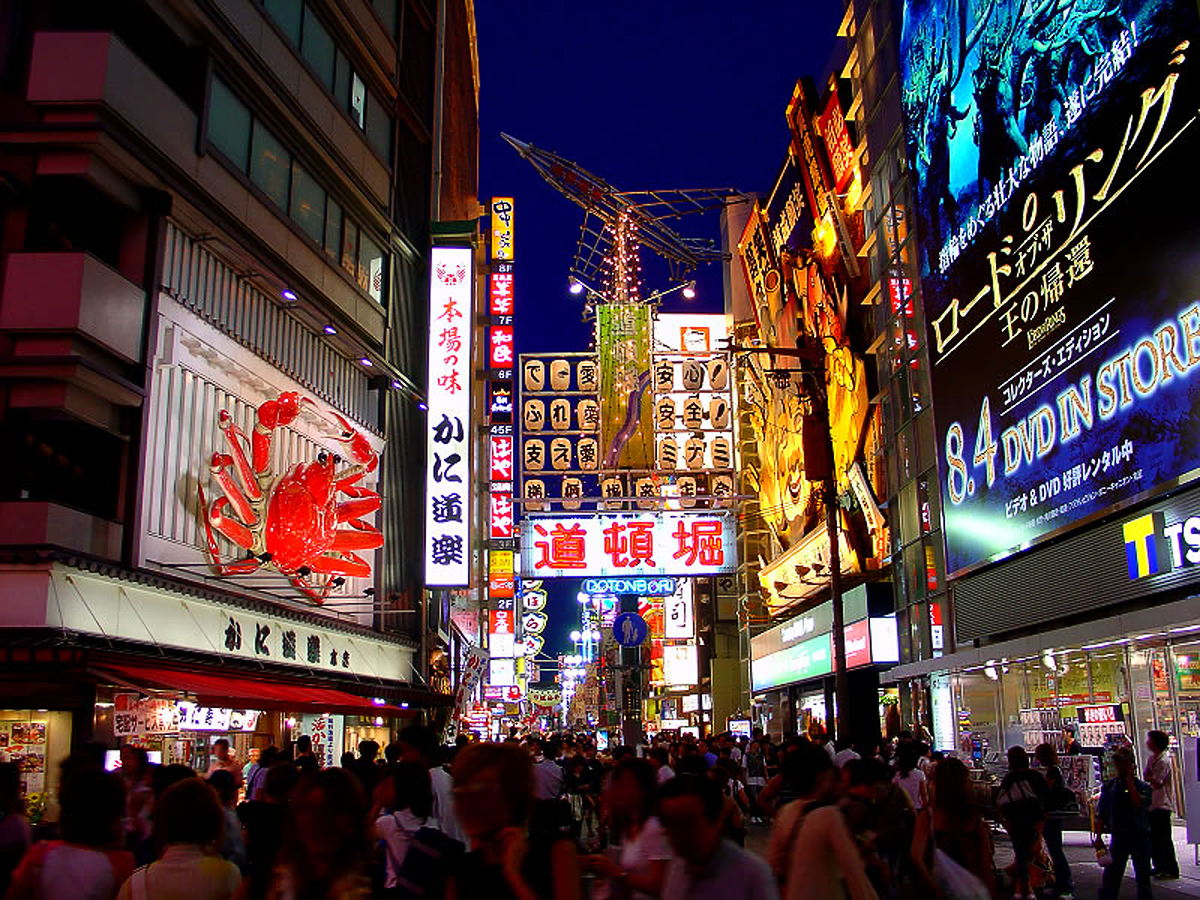
道頓堀商店街
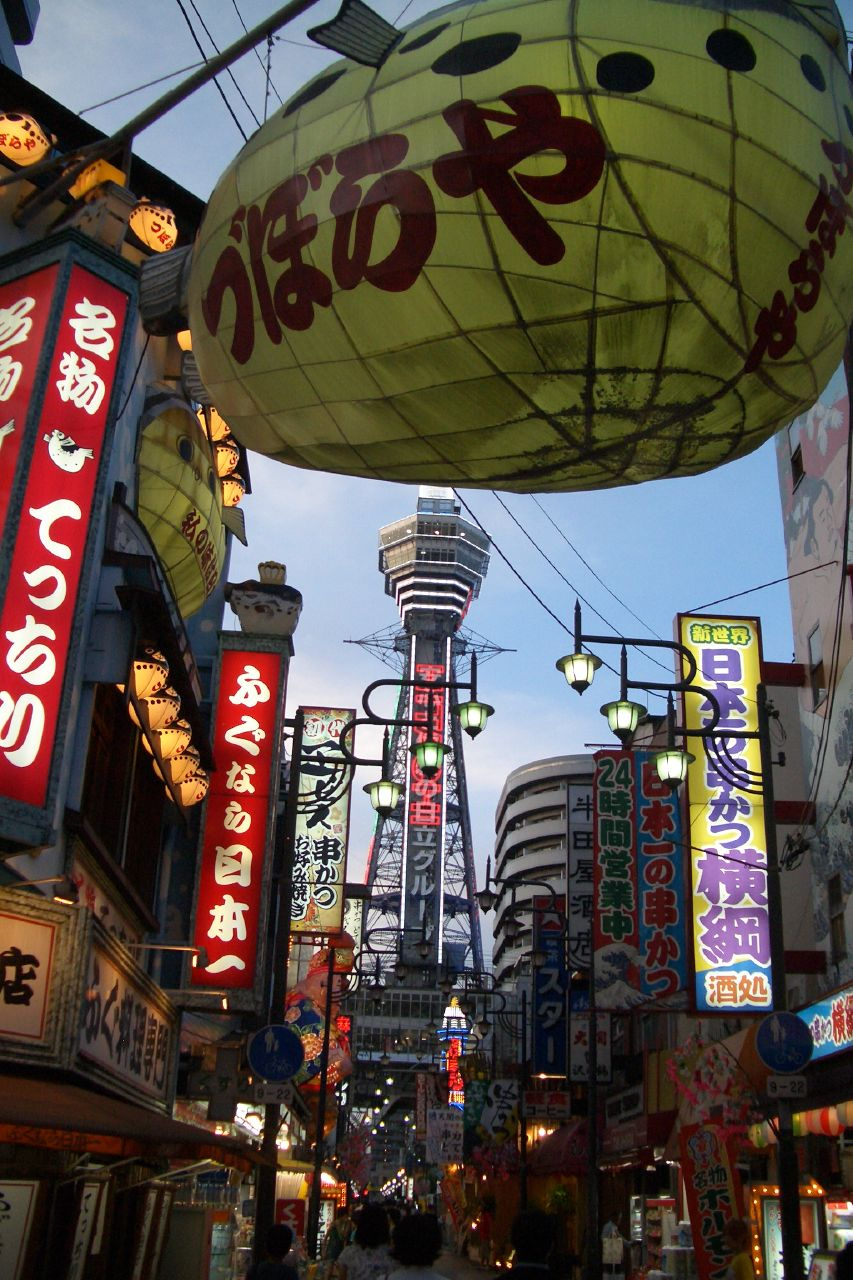
新世界
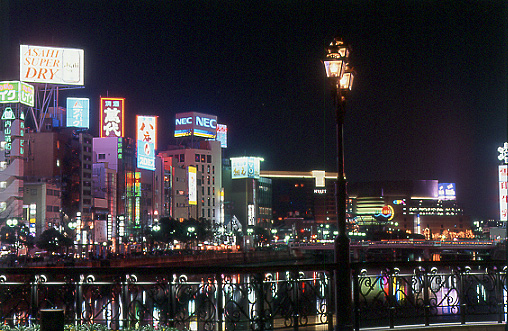
中洲那珂川
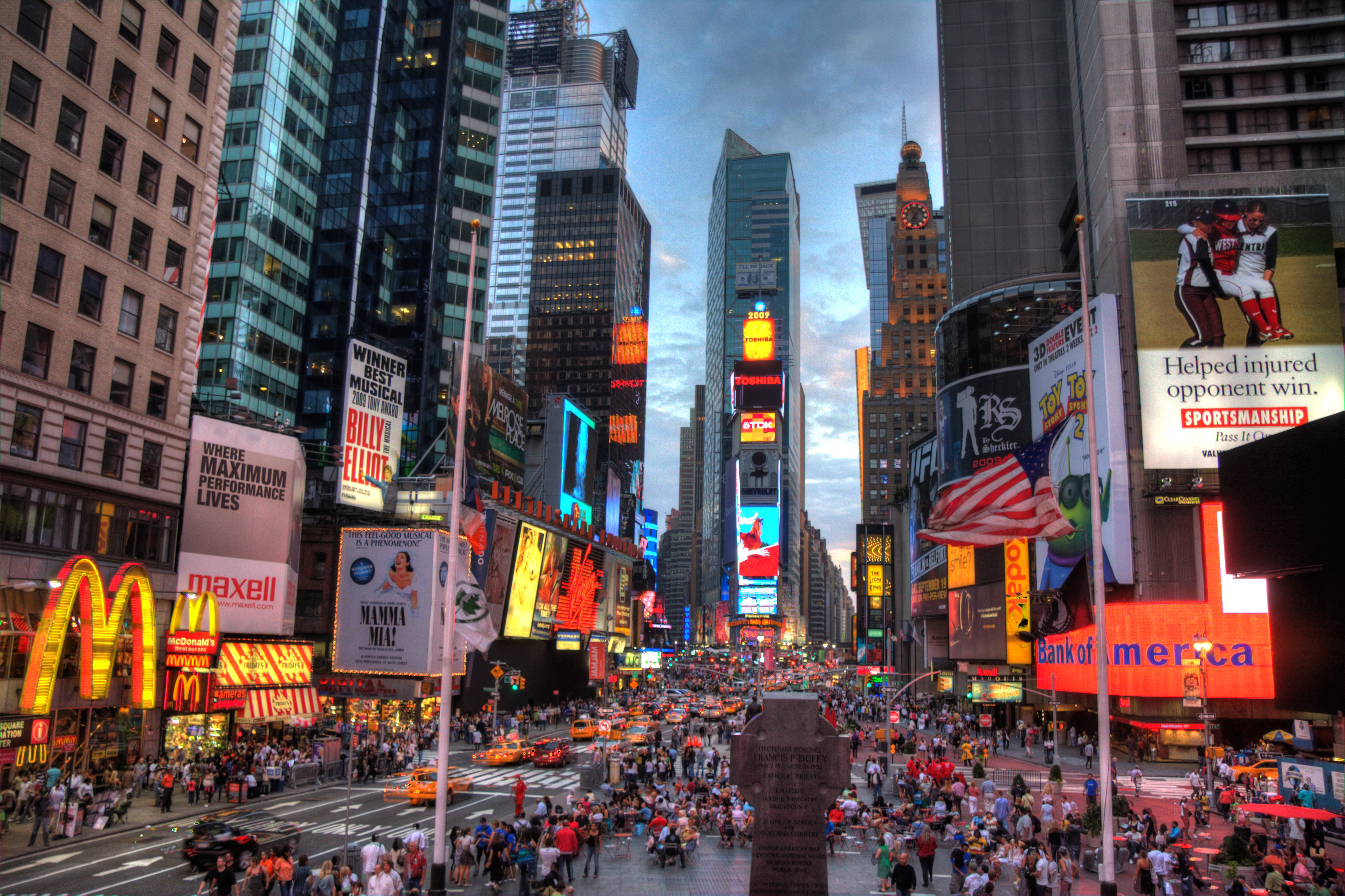
ニューヨークタイムズスクエア
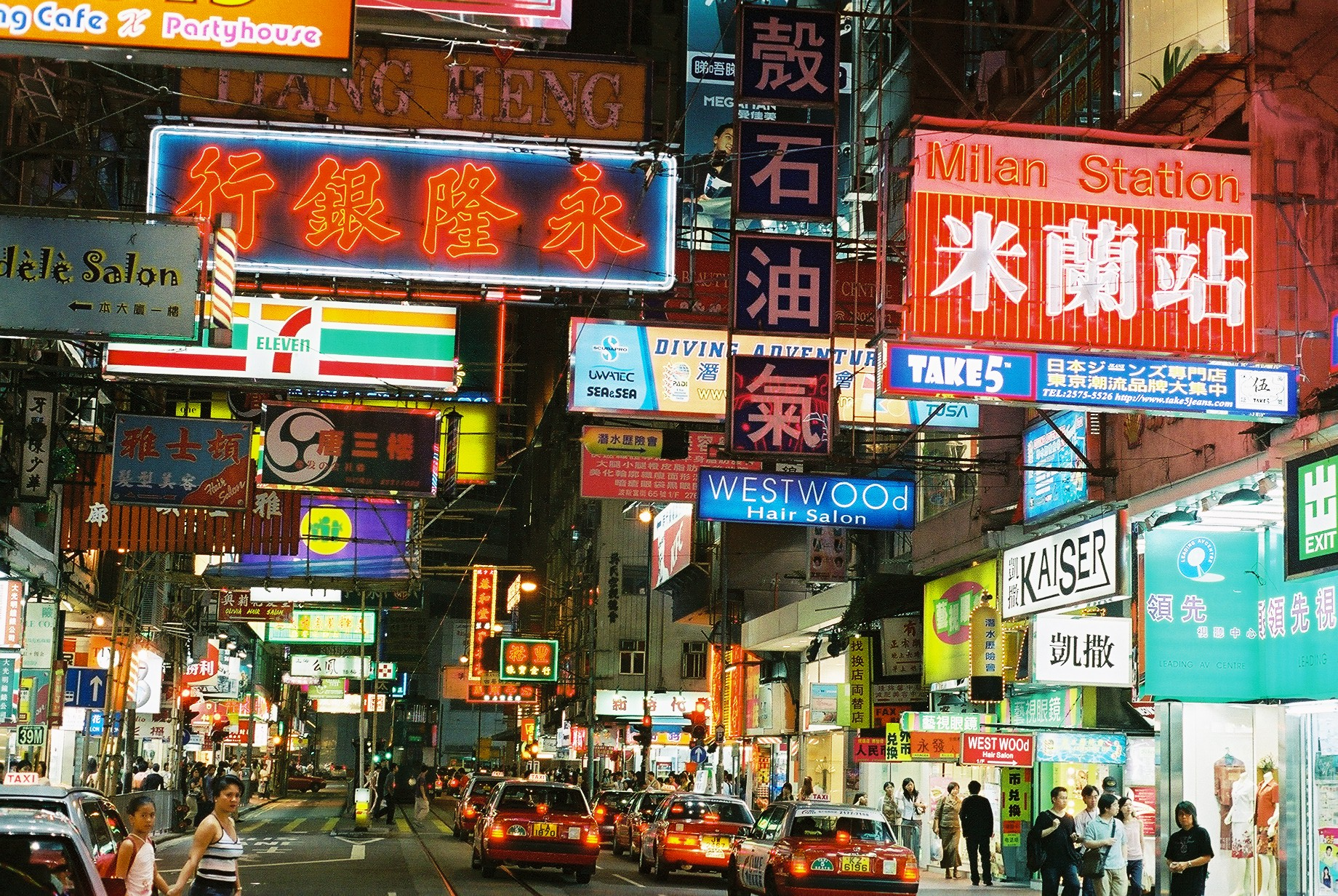
香港島銅鑼湾
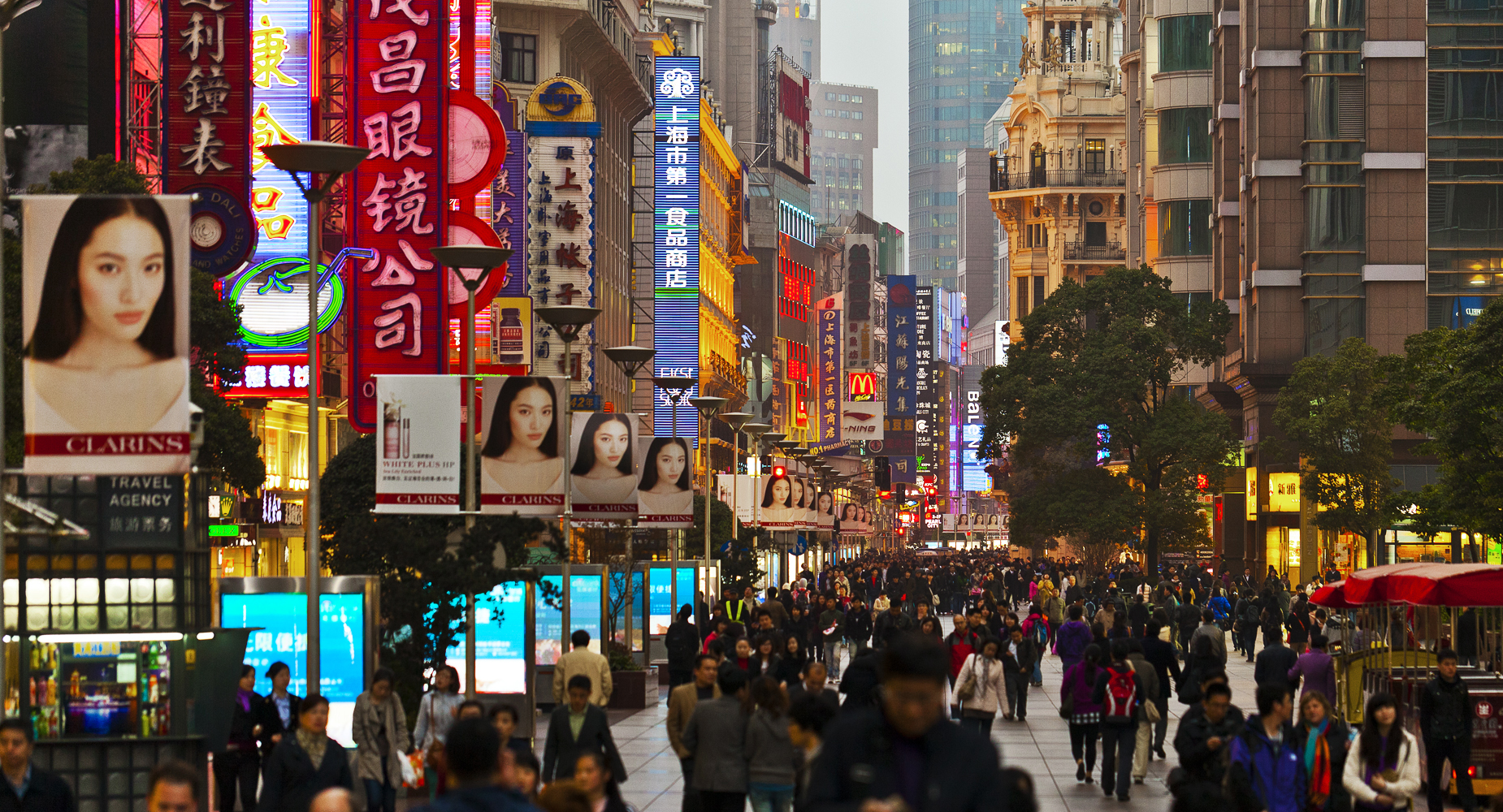
上海南京路